# El Sensei
El Sensei es el título del undécimo sencillo de la banda de rock argentino Las Pastillas del Abuelo, lanzado el 19 de julio de 2018. La canción no fue incluida en ninguno de sus discos pero, en formato de demo acústico, sonó mucho y con mucho éxito en un espacio radiofónico ("El Bombardeo del Demo" del programa "Day Tripper" de la Rock & Pop), que les permitía a las bandas under darse a conocer. Como consecuencia de esto, la banda llegó a ser conocida antes de publicar su primer material discográfico.

## Primer hit y fama de la banda
La fama del grupo comenzó con el demo "El Sensei", una canción con letra de tinte humorístico sobre un joven a quien en el barrio llaman sensei por sus distintas "habilidades" a la hora de armar y fumar un cigarrillo de marihuana. Como consecuencia de ser un tema popular en El Bombardeo del Demo, la banda llegó a ser conocida antes de publicar su primer material discográfico, al punto de que al momento de dar su primer recital importante en el Local "La Colorada", el 31 de mayo de 2002, ya se hizo presente un grupo de seguidores con banderas e identificados por un nombre "de hinchada", y desplegando todo el comportamiento típico de los grupos de seguidores fieles de las bandas de rock barrial.
La inusual circunstancia de que una banda sin material discográfico y casi sin haber tocado en vivo pueda generar este tipo de seguimiento se ha intentado explicar diciendo que "La 20", como se llama el club de fanes, habría estado inicialmente compuesto por compañeros de colegio de los integrantes de la banda, de la Escuela Normal Mariano Acosta.

## Lista de canciones
| N.º | Título      | Duración |  |
| 1.  | «El Sensei» | 6:50     |  |